# Cymbidium kanran
Cymbidium kanran (tên tiếng Anh là Cold-growing Cymbidium) là một loài phong lan.

## Hình ảnh

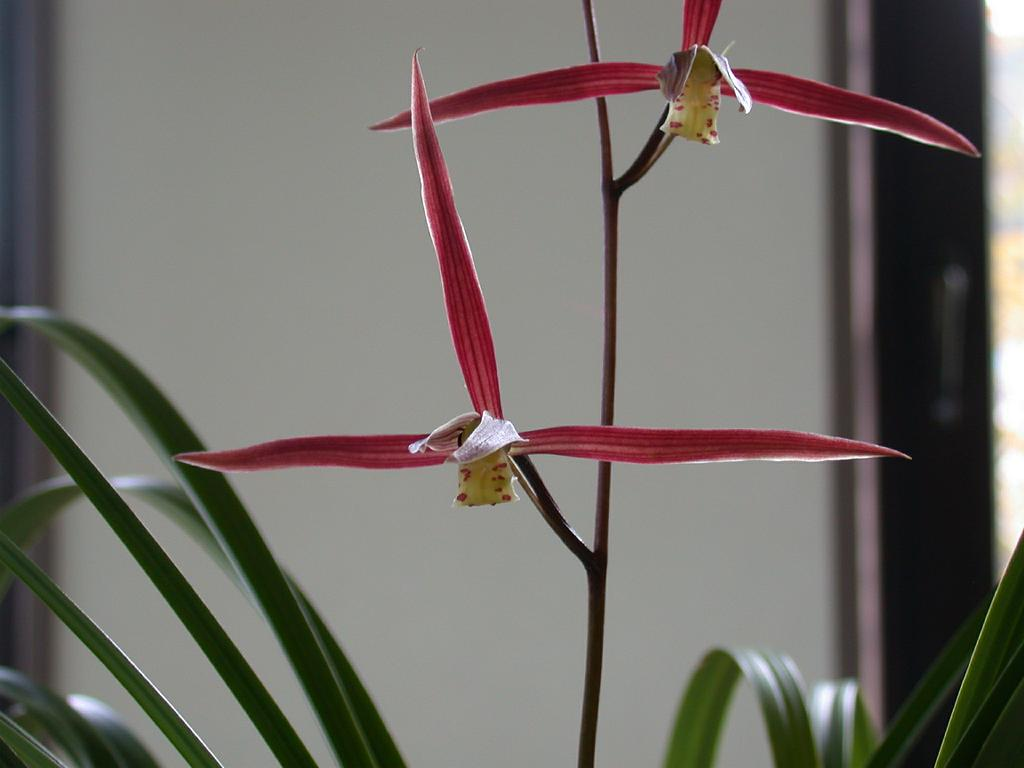
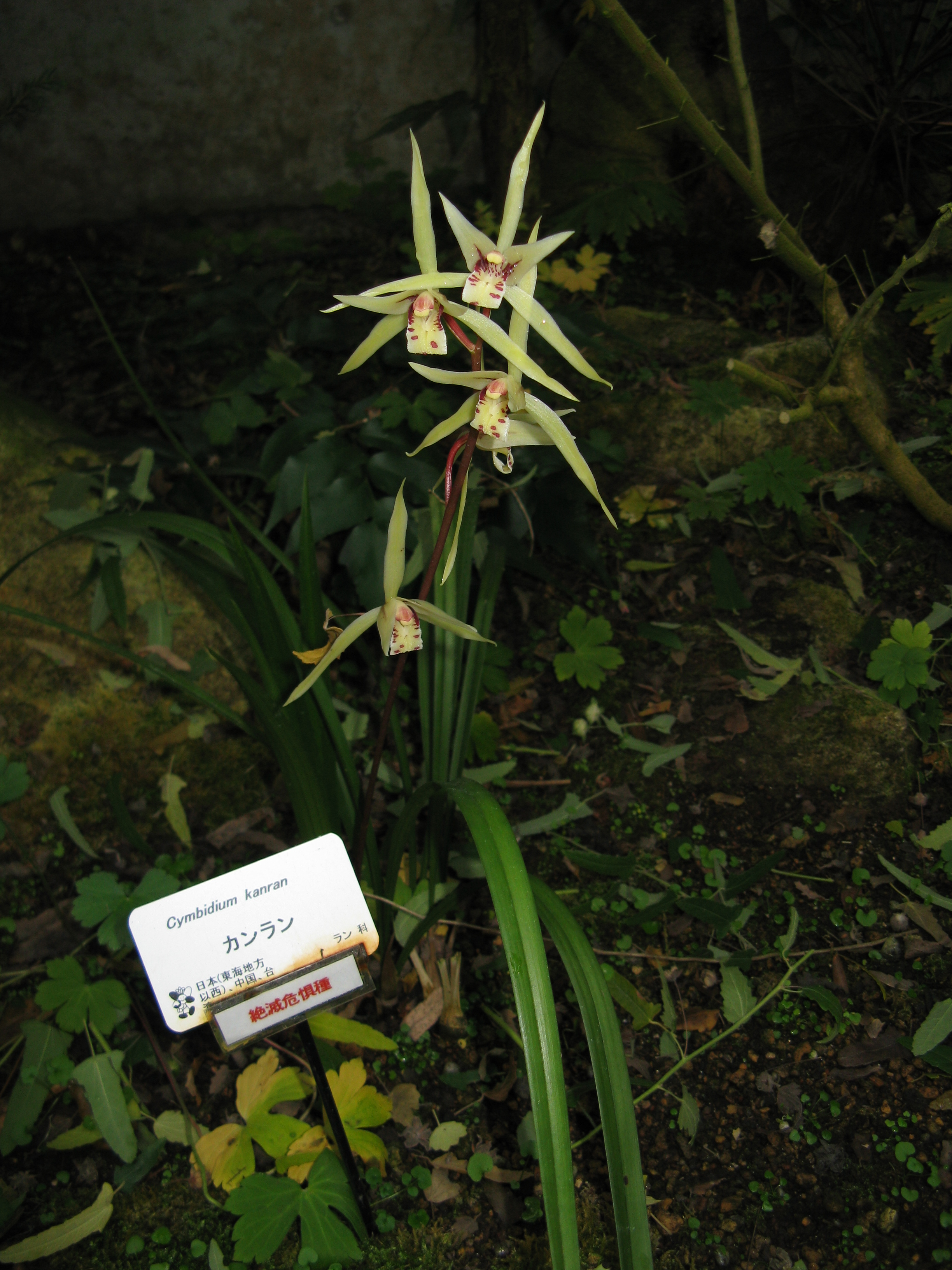
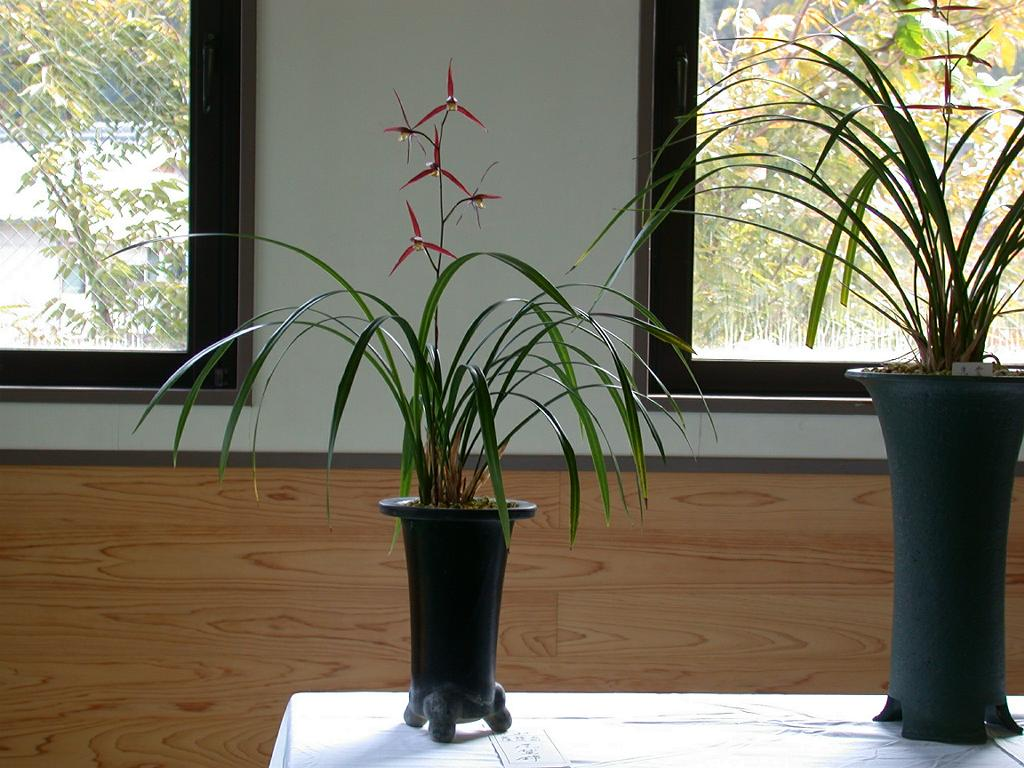
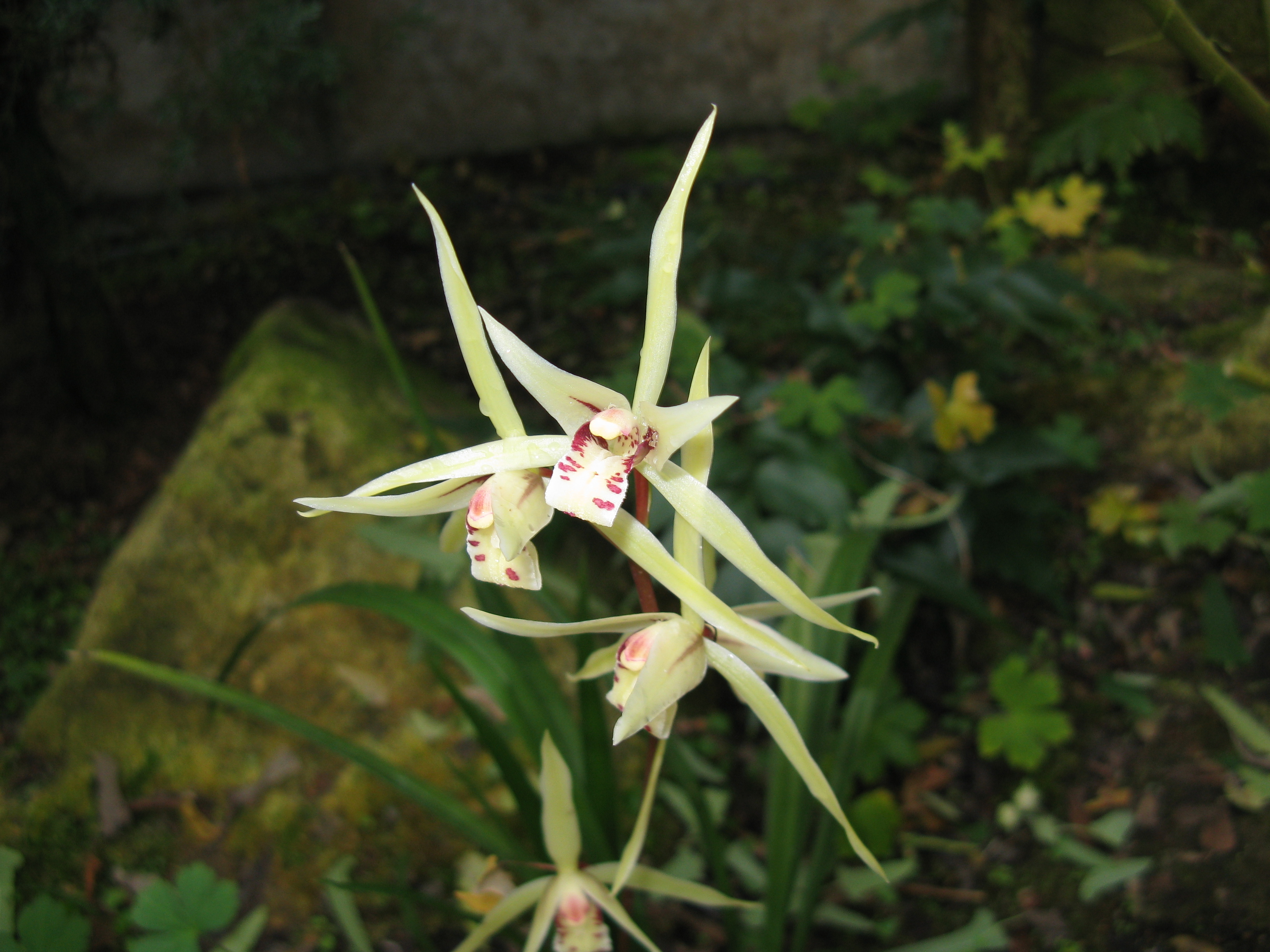